# Новий Сонч
Новий Сонч, Новий Санч, (давніше іноді Новий Сянч, у XIII—XIX століттях Новий Сандеч (пол. Nowy Sącz) — місто на півдні Польщі. Туристичний центр. Третє за кількістю населення місто Малопольського воєводства. Лежить у Лемківщині — українській етнічній території, на котрій здавна жила етнографічна група українців — лемки.

## Географія
Місто розташоване між містами Горлицями й Лімановою, неподалік від кордону зі Словаччиною. 
Найвища точка — пагорб Майдан — 387 м над рівнем моря. 
Найнижча точка — Вєльополе — 272 м над рівнем моря. 
Довжина периметру — 42,3 км. 
Довжина всіх вулиць — 230 км. 
Довжина річок — 18 км.
У місті річка Домбрувка Польська впадає в Дунаєць.

## Транспорт
Завдяки непоганому автобусному, залізничному та міському сполученню можна досить легко дістатися до принадних місць, розташованих неподалік, у Бескидах, разом із такими відомими курортами як Криниця, Мушина та Північна. Налічується 45 міських та приміських автобусних ліній. Автобусні перевезення PKS забезпечують приємну та легку подорож, а також прямі сполучення до Варшави, Любліна, Лодзі, Кракова, Катовиць, Рибника, Ряшева, Перемишля, Закопаного та Бардіїва (Словаччина). У місті є два злітно-посадкових поля для гелікоптерів (біля лікарні та в Бєгоніце).
Місто лежить на перехресті двох головних шляхів: Вадовиці — Перемишль № 28, і Краків — Криниця № 75 (з гілкою до Північної — № 87).
Має пряме залізничне сполучення з найбільшими польськими містами Варшавою, Краковом, Гдинею, а також із Будапештом (Угорщина) та Кошицями (Словаччина). Квитки можна придбати в залізничних касах, розраховуючись картками AE, MC або VISA.

## Історія
Новий Сандеч (лат. Nova Sandecz, започатковано 8 листопада 1292 року королем Вацлавом II. Місто завдячує своєму швидкому розвитку численним привілеям і своїм місцем на торговому шляху до Угорщини. У XIV столітті, за короля Казимира III, побудовано замок і оборонні стіни. Виникло в міжгірській долині як вузол доріг на торговельному шляху з Польщі (Краків) до Угорщини. Було оборонним центром (нагадують руїни замку). З XVI ст. мало право складу. Центр міста має німецьку планувальну структуру.
У 1770 році, після першого поділу Польщі, Австрія анексувала Спиш, Новий Торг і Новий Сандеч, внаслідок чого Новий Сандеч став частиною імперії Габсбургів у Галичині, та отримав німецьку назву нім. Neu Sandez (тогочасна вимова: [нойзандец]). У 1876 р. було проведено гілку залізниці з Тарнова та утворені залізничні майстерні. У 1877 році лінія з'єдналася з містом Тарнув-Лелюхувські, а в 1880 р. лінія з'єдналася з містом Хабзько.
3 липня 1893 року Ян і Станіслав Поточек створили в місті першу політичну селянську організацію в Європі — Асоціацію селянської партії (ZSCh).
На зламі XIX—XX століть під проводом Петра Лінинського і Василя Яворського активізувалась українська громада міста — засновані Лемківський банк, Українська бурса та філії товариства «Просвіта», побудовано греко-католицьку церкву.
У 1889 році місто поділили на гміни. На початку XX ст. в місті діяли дві гімназії (пізніше — 3-я), декілька бібліотек, музей Новосандеччини в Ягеллонському замку. 1912 році у місті побудували першу власну електростанцію в рекордні терміни. 11 березня вперше запалили електричні лампи.
У 1910 р. кількість мешканців — близько 25 000 осіб, місто було типовим єврейсько-польським осередком західної Малопольщі.
Фундатором збору та школи аріян у місті був Станіслав Менжик, який у місцевому гродському суді надав посади одновірцям, віддав для обрядів замкову каплицю, поширював аріянство серед міщан, використовуючи примус.
Під час Першої світової війни, у 1914—1915 роках, місто було окуповане росіянами, потім знову зайняте військами центральних держав.
19 жовтня 1918 року, після створення в українських етнографічних землях Австро-Угорщини (Галичина та Володимерія, Буковина) Української держави (з 19 листопада — ЗУНР), український синьо-жовтий штандарт був піднятий над українізованою військовою частиною в місті. Підрозділи польських легіоністів змогли захопити ці частини.
28 жовтня 1918 року в місті було створено ліквідаційний комітет. 31 жовтня 1918 року в місті вперше в незалежній Польщі оркестр офіційно виконав Мазурку Домбровського, яка згодом стала національним гімном.
21 червня 1934 року на «Старому цвинтарі» був похований Міністр внутрішніх справ генерал Броніслав Пєрацький (один з провідних діячів режиму Санації, керівник політики «пацифікації», 15 червня вбитий за рішенням ОУН). У цей день Польське радіо провело першу пряму трансляцію з церемонії поховання.
6 вересня 1939 року Новий Сонч був окупований німецькими військами. Під час війни в місті діяв Український допомоговий комітет. Під час німецької окупації, через місто до Угорщини прямували бійці польської армії, загони яких пізніше формувалися у Франції, а потім у Британії. 20 січня 1945 року, після трьох днів бойових дій, у місто ввійшли загони 38-ї армії 4-го Українського фронту на чолі з генерал-полковником Кирилом Москаленком. За рішенням Президії Національної ради від 6 вересня 1946 року місто нагороджено орденом Грунвальдський хрест 3-го класу за масову участь населення в підпіллі під час окупації німців.
6 квітня 1945 року Міністерство громадської безпеки створило трудові табори для колишніх вояків Армії Крайової та підпільників. У місті створено трудовий табір № 143.
До 1945 р. в місті були філія товариства «Просвіта», греко-католицька парафія Мушинського деканату, до якої належали також Залубинці, Старий Сонч, Цигановичі, Завада, Поремба Мала і Ліманова.
У 1951 році Новий Сонч був визнаний повітовим містом. У 1975 році після адміністративної реформи було створено Новосондецьке воєводство, а після поділу 1998 року місто залишилось повітовим та опинилося в складі Малопольського воєводства.

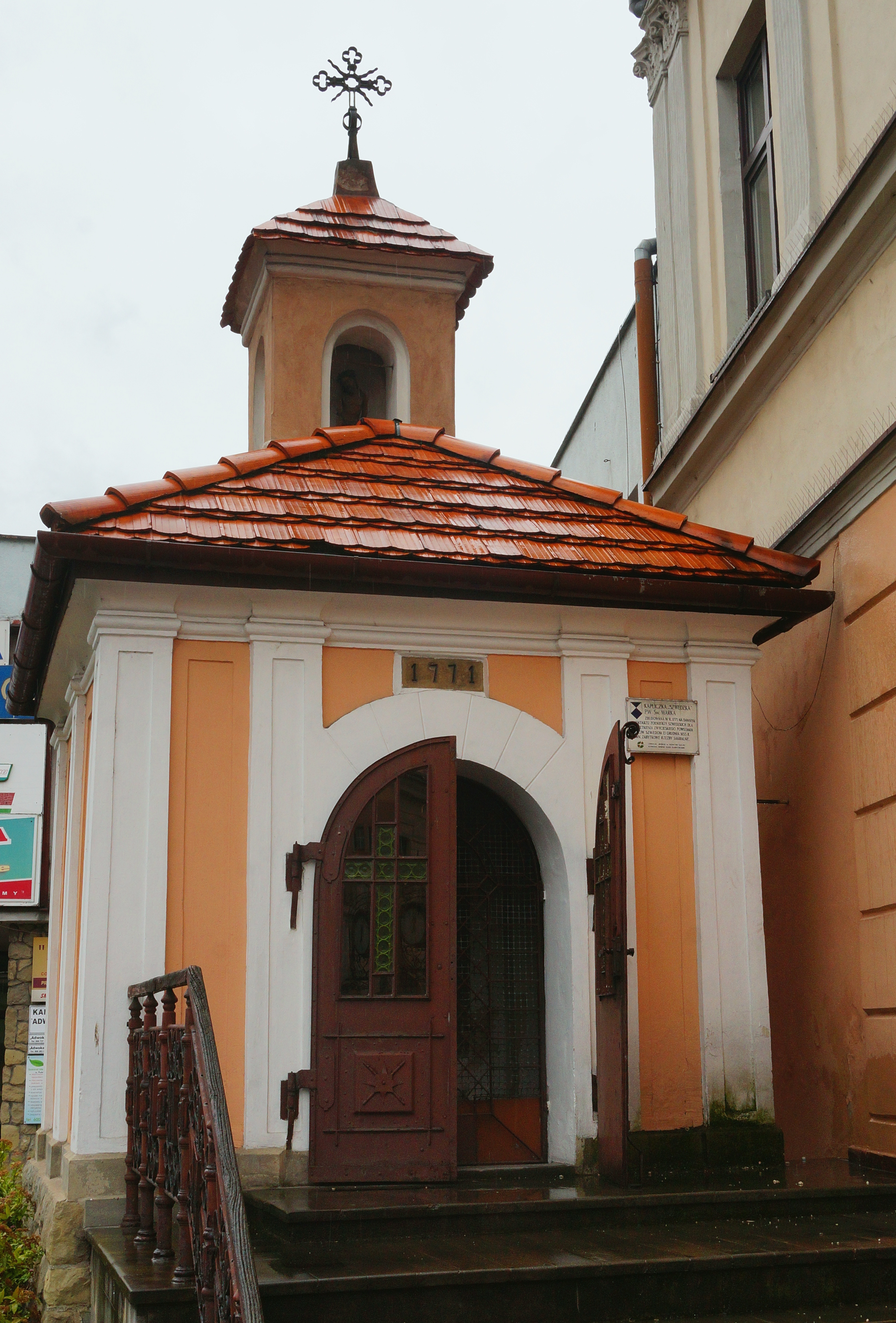
"Шведська" каплиця
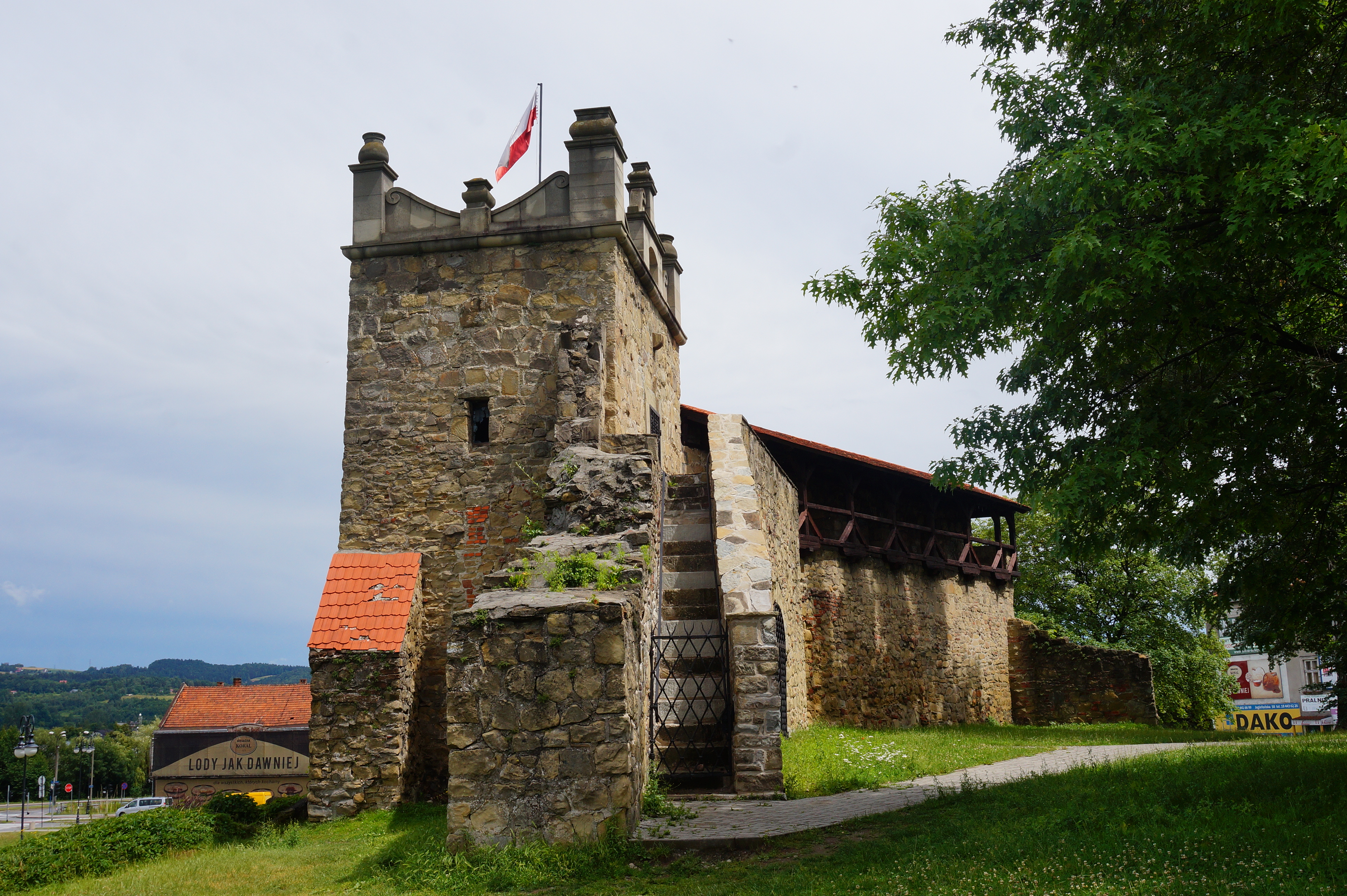
Руїни королівського замку
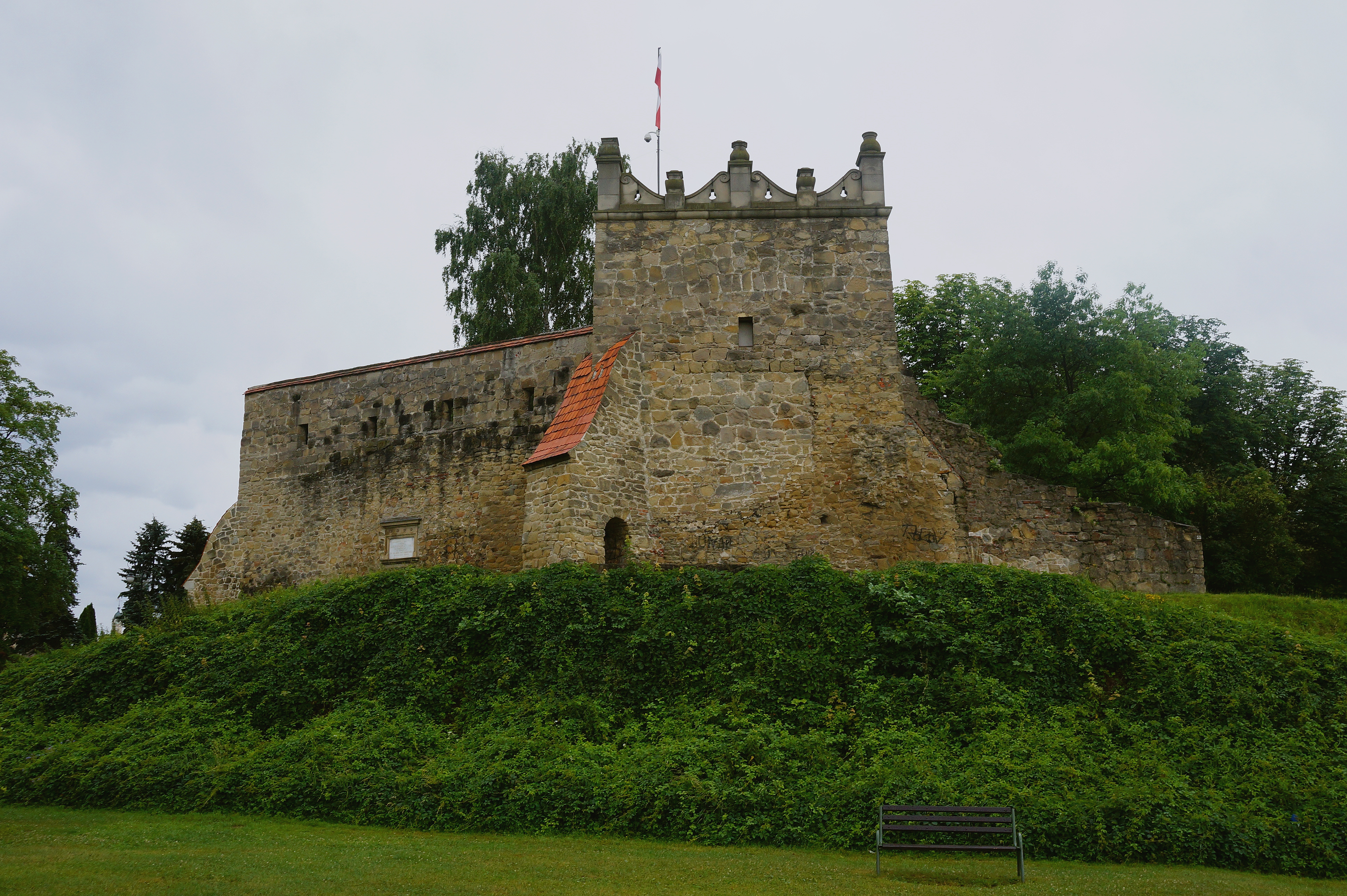
Руїни королівського замку
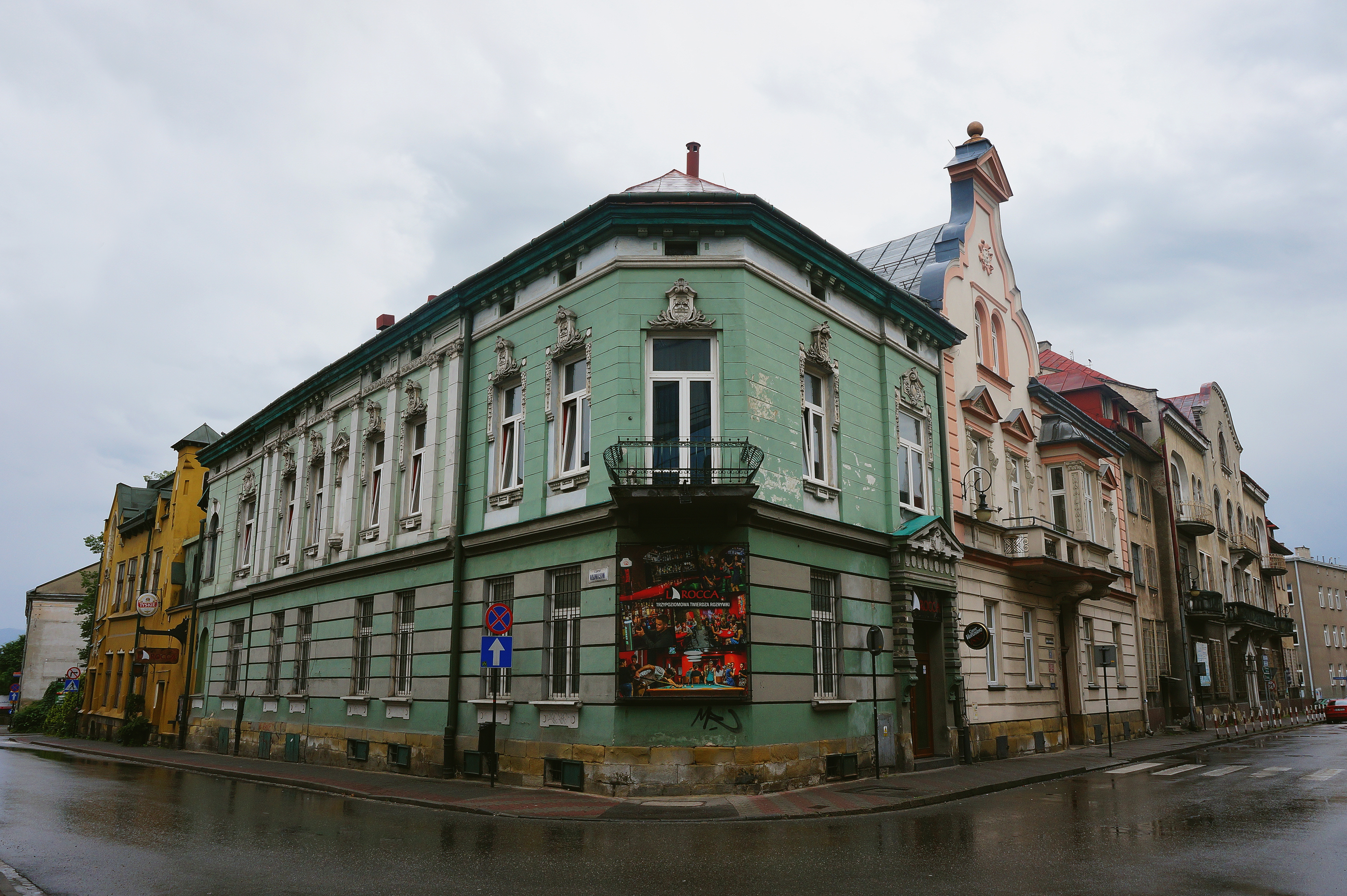
Центральні вулиці
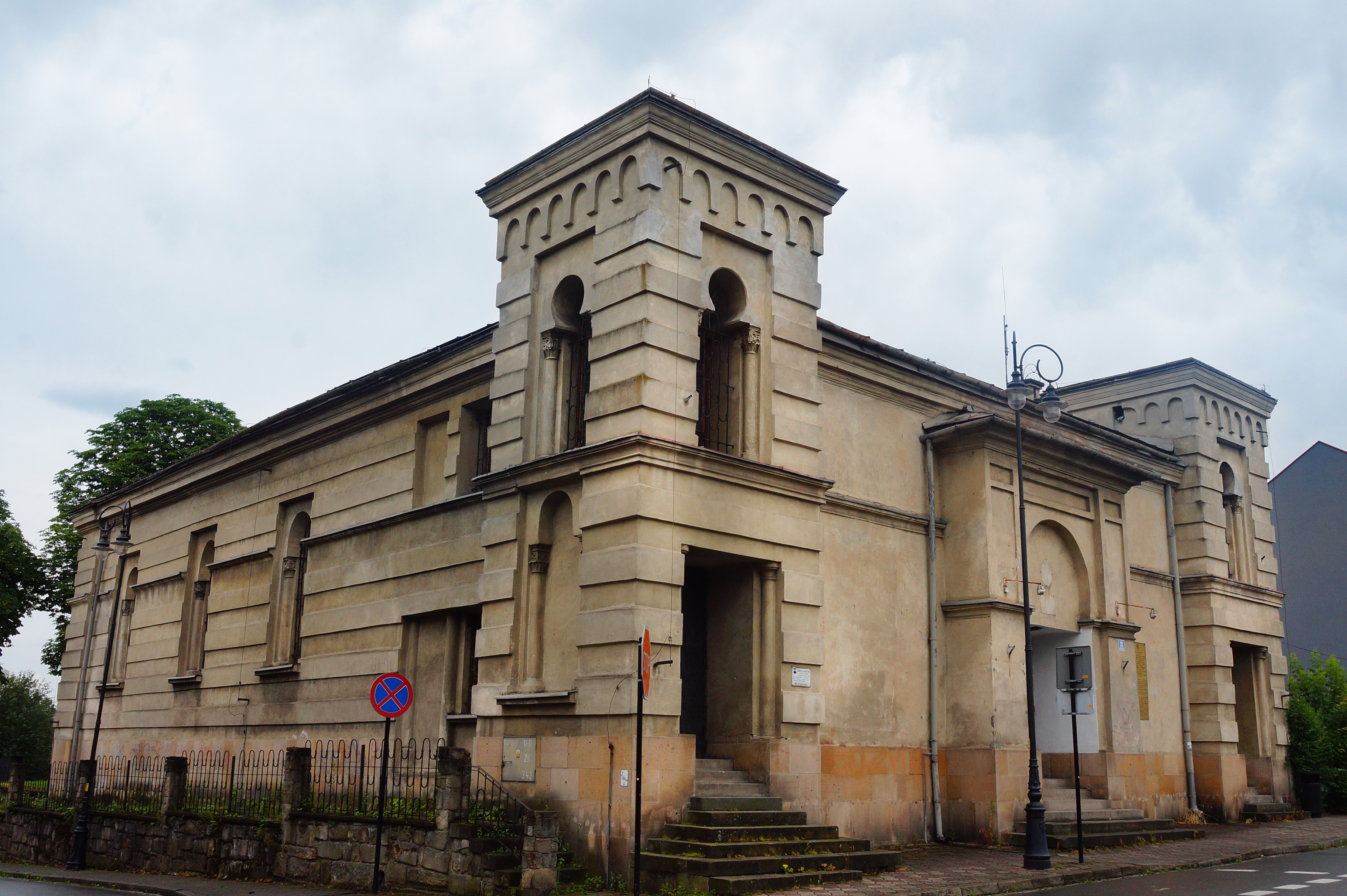
Синагога, 1746
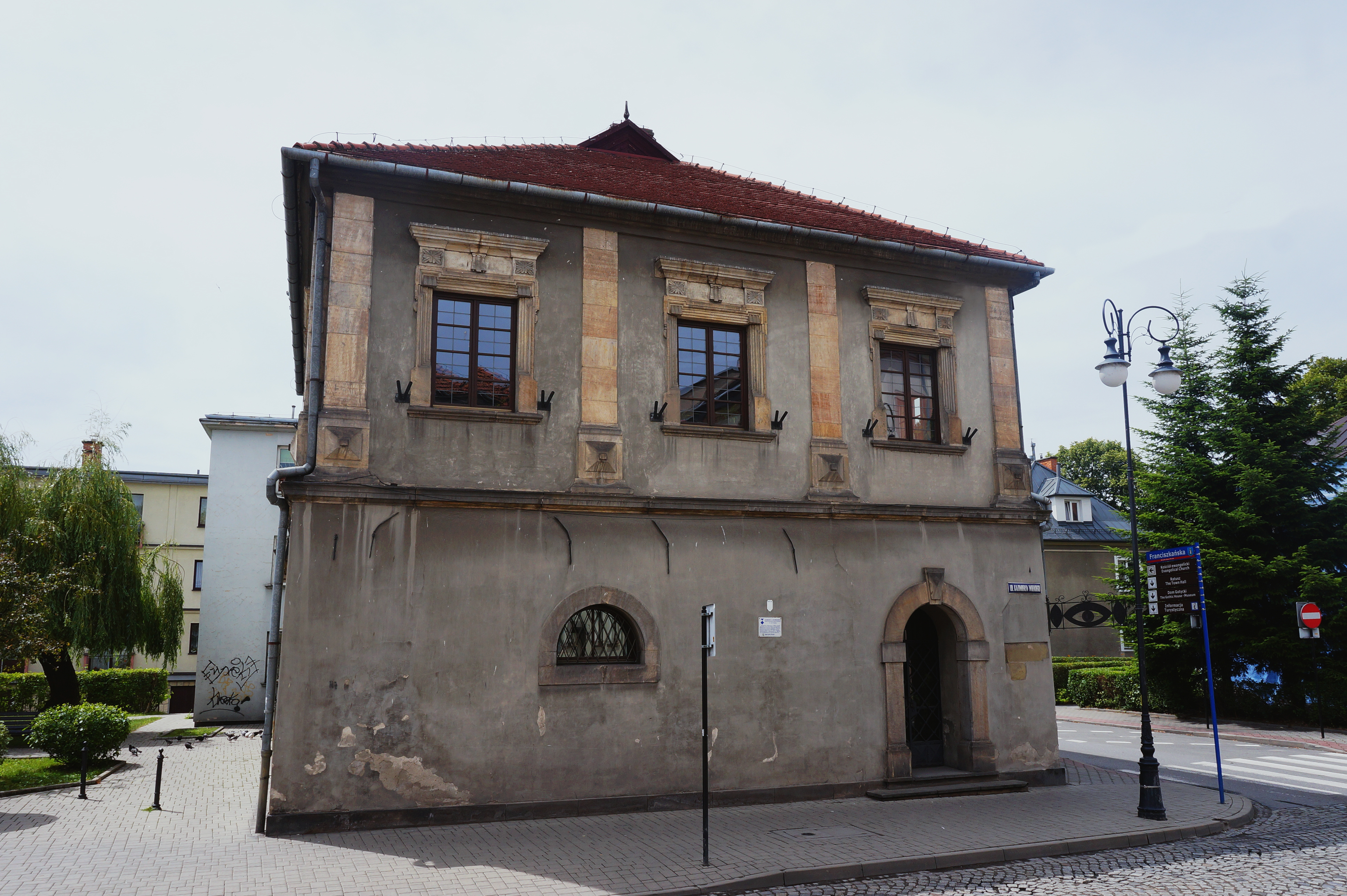
Кам'яниця резиденції Любомирських, Сандецька публічна бібліотека
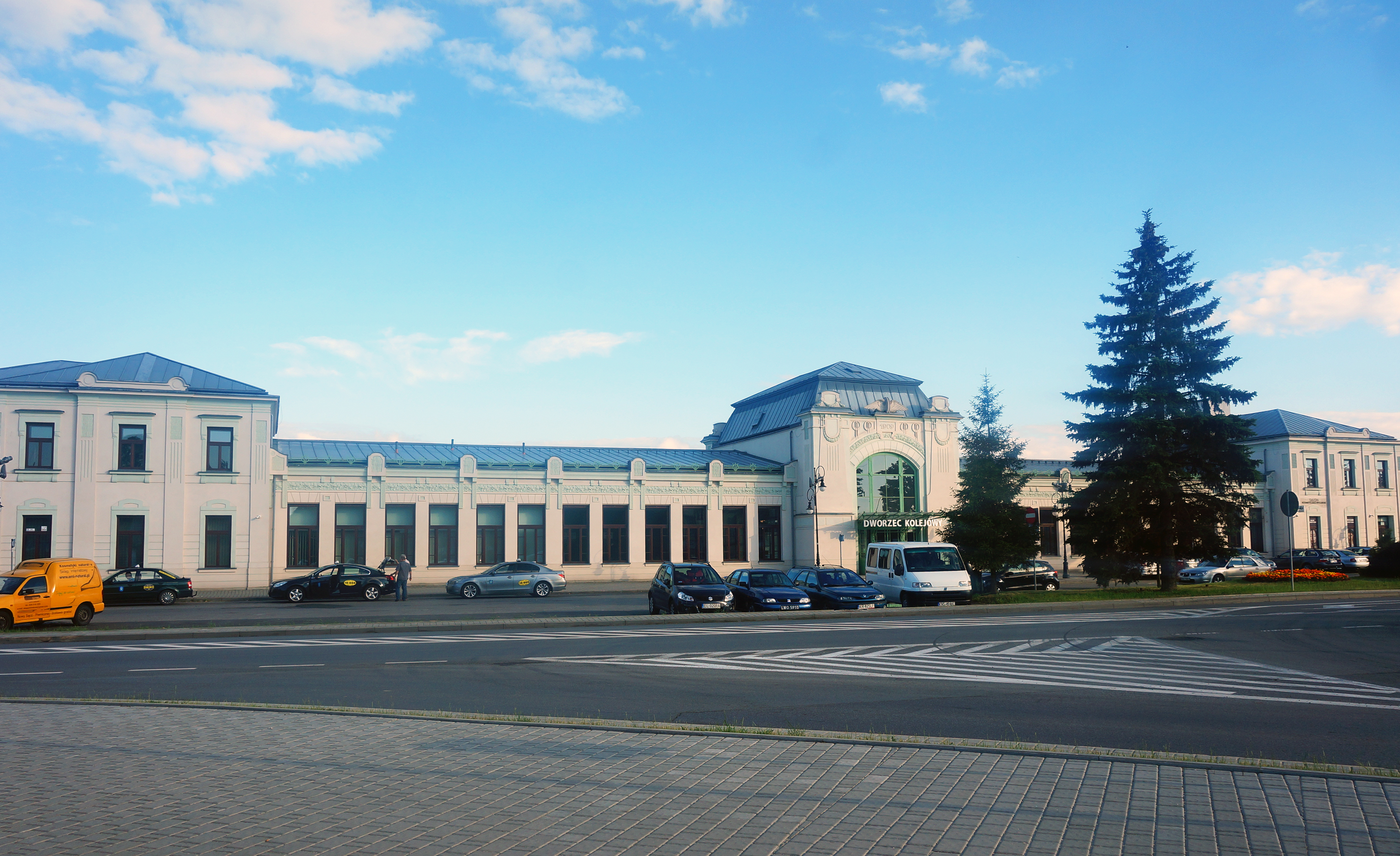
Сецесійна будівля залізничного вокзалу
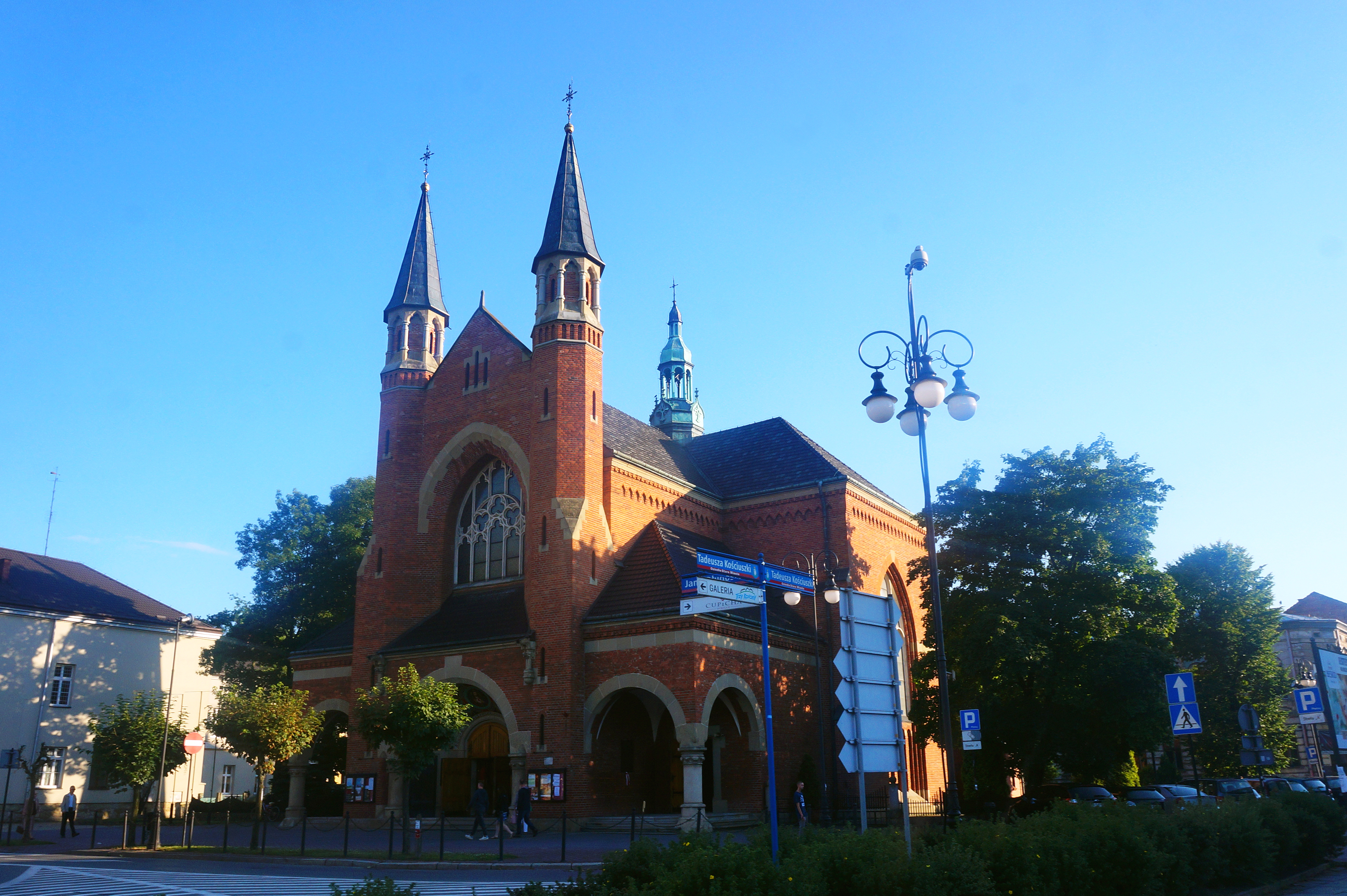
Неоготичний костел св. Казимира, 1908-1912 р.
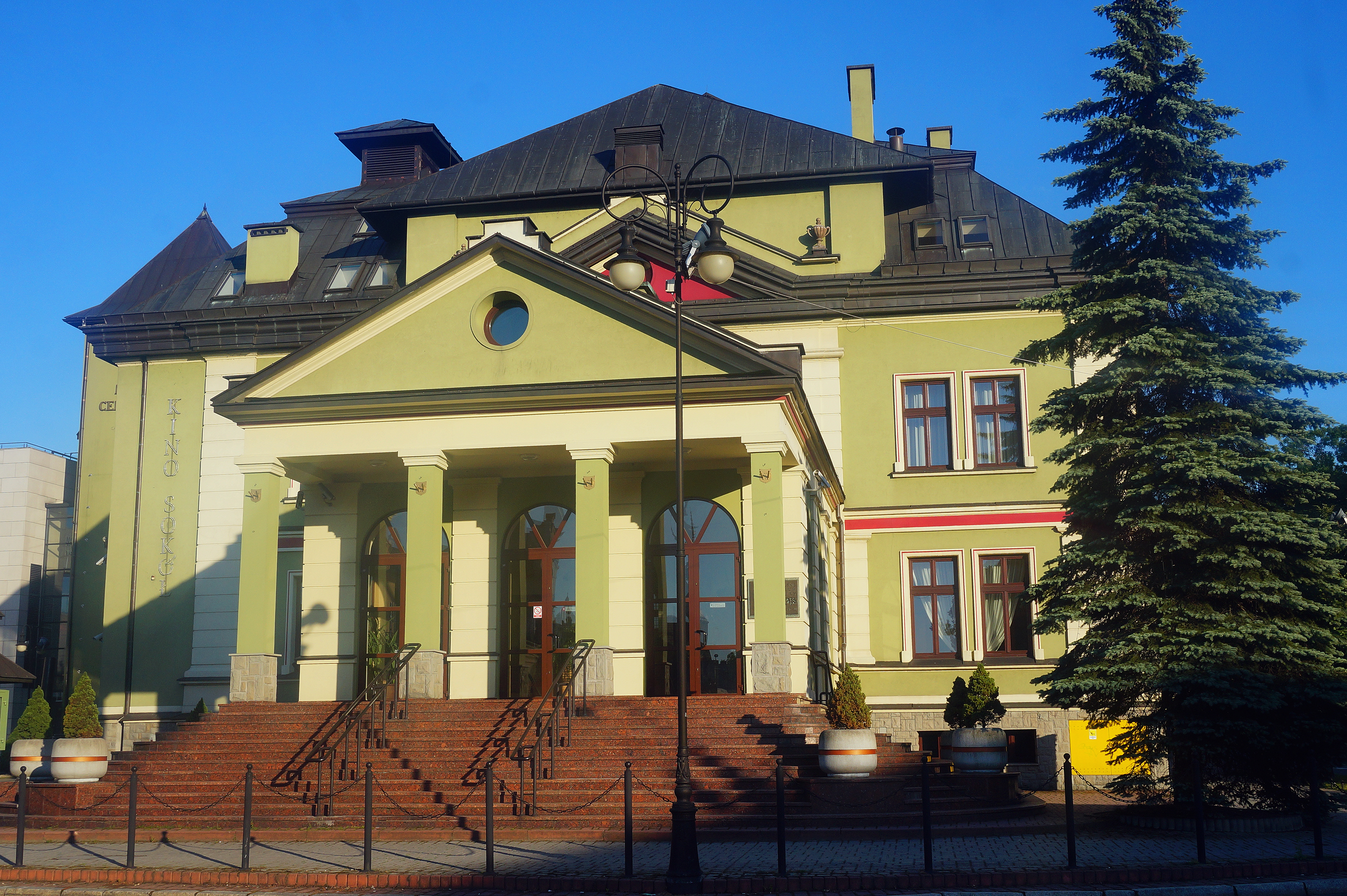
Будинок польського товариства "Сокіл"
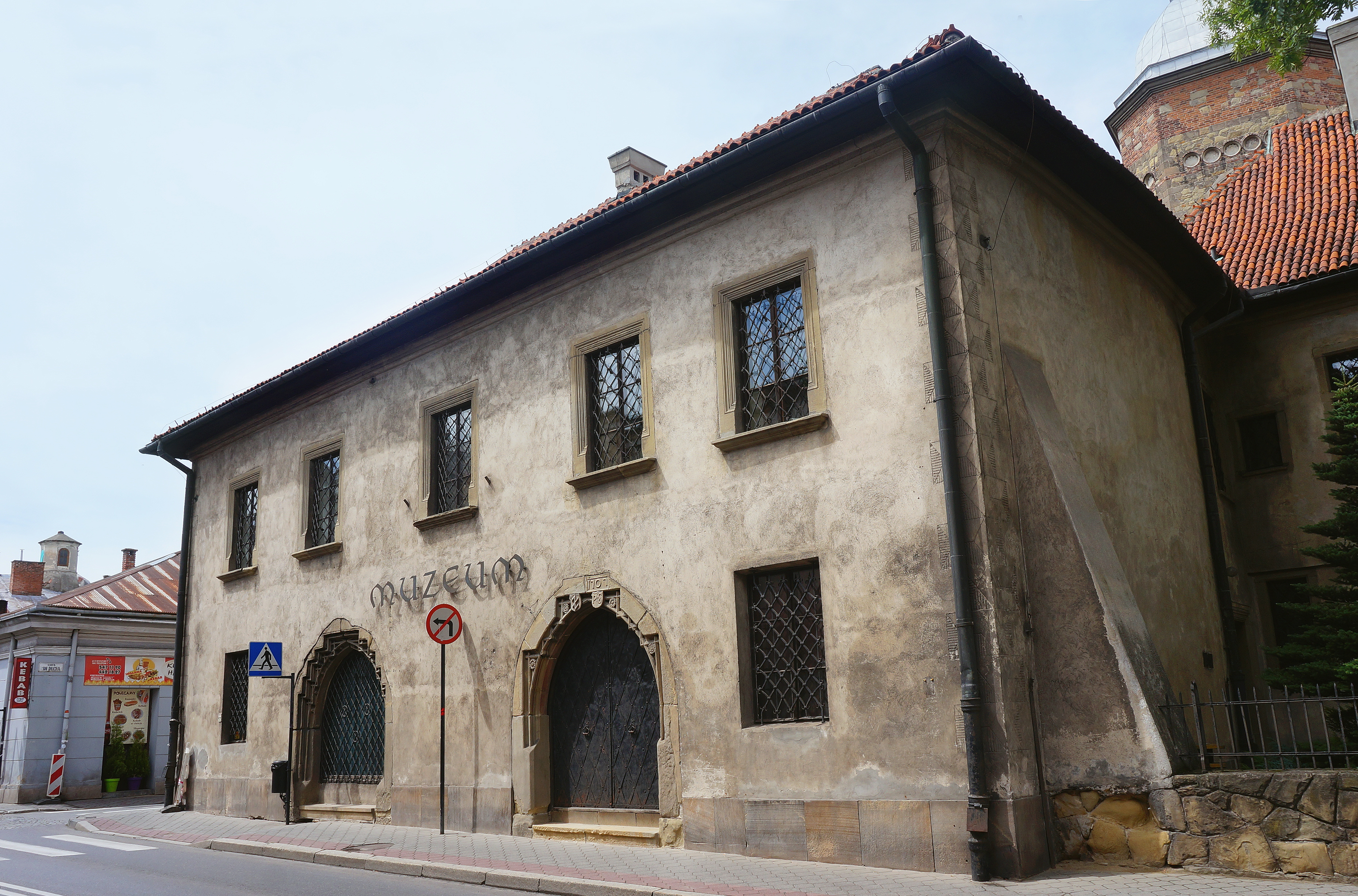
Львівська 3, готична кам'яниця, музей
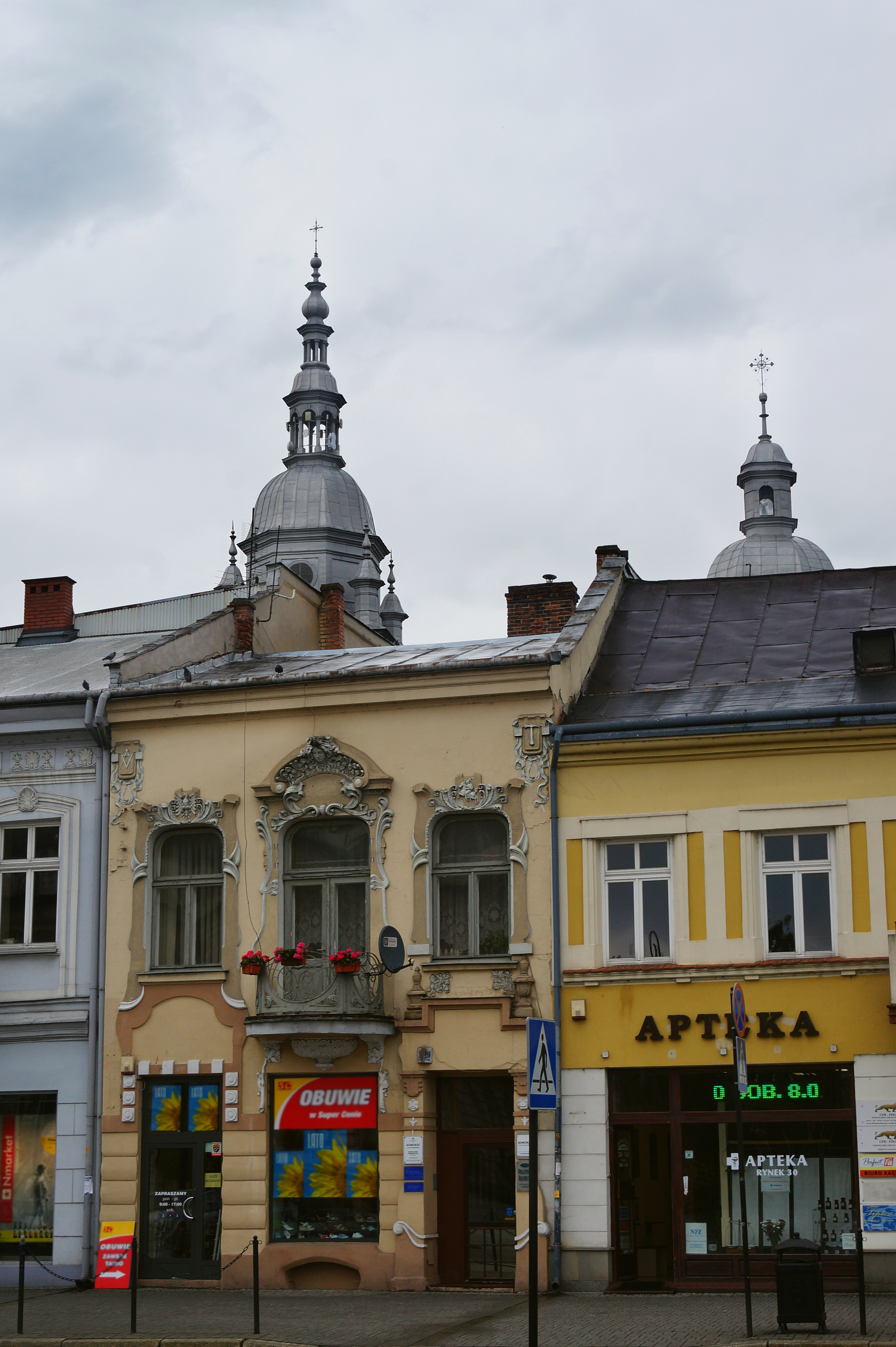
Будинки ансамблю площі
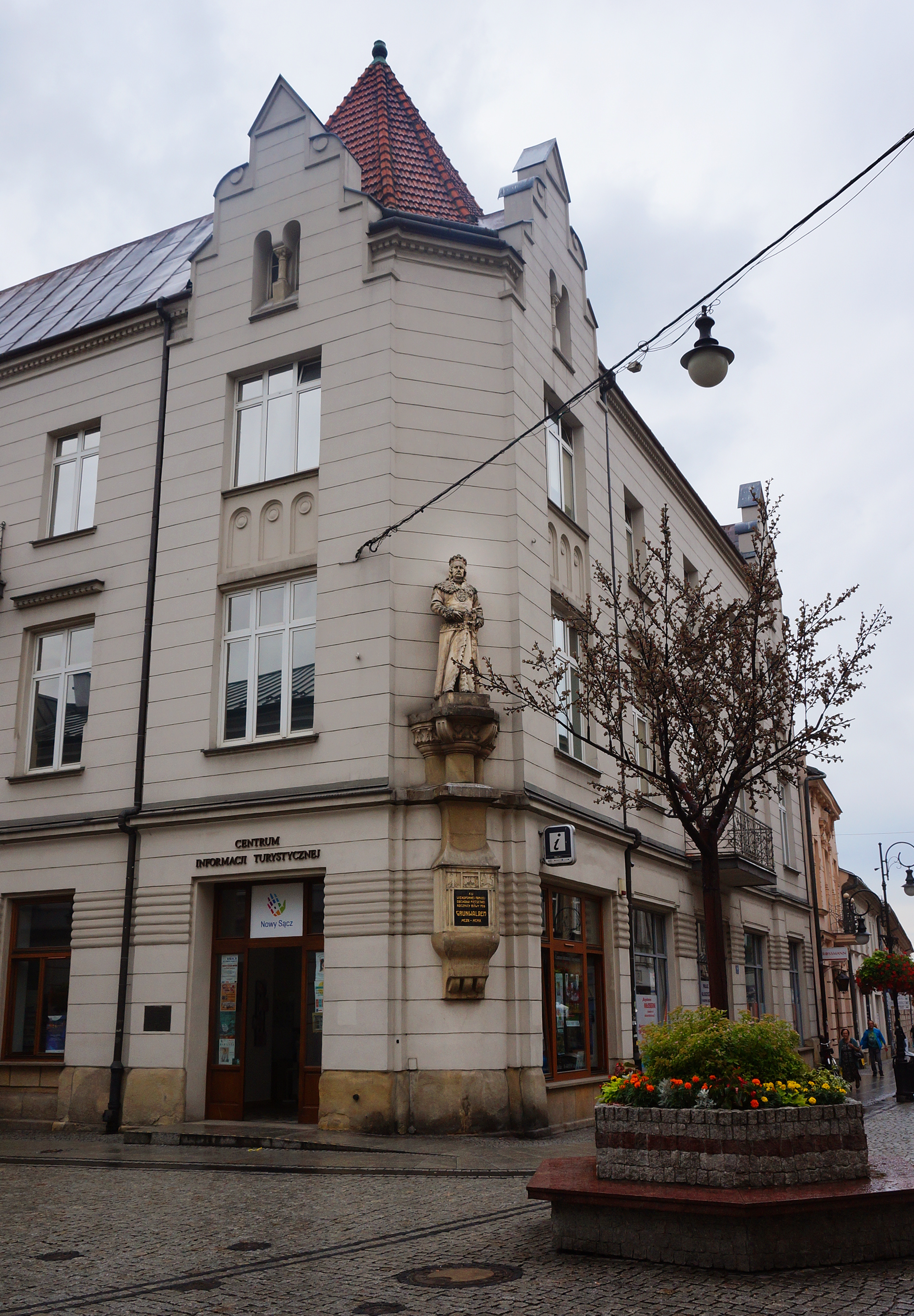
Дім з пам'ятником королю Ягайлу

## Міські мікрорайони
У місті є 25 мікрорайонів: Барські, Бєгоніце, Центр, Хрусліце, Домбрувка, Фалькова, Голомбковіце, Гожкув, Хелена, Кадук, Кілінського, Кохановського, Миленіум, Навойовська, Пйонткова, Поремба Мала, Пшетаковська, Пшидворцове, Шуйського, Вестерплатте, Войска Польського, Вулькі, Забелче, Старе Място і Завада.

## Прикордонні переходи зі Словаччиною
Лелюхів — Цирц (універсальний, автомобільний), Північна — Мнішек над Попрадом (автомобільний), Мушинка — Куров (місцевий транспорт, автомобільний), Півоварувка — Пілхов (місцевий транспорт, автомобільний), Мушина — Плавець (універсальний, залізничний).

## Відстані до інших міст Польщі
- Вадовиці — 102 км
- Варшава — 348 км
- Вроцлав — 357 км
- Гданськ — 642 км
- Закопане — 98 км
- Каліш — 381 км
- Катовиці — 176 км
- Краків — 97 км
- Криниця — 35 км
- Лодзь — 297 км
- Медика — 209 км
- Освенцим — 127 км
- Познань — 507 км
- Ченстохова — 218 км
- Щецин — 730 км

## Пам'ятки архітектури
- Міська ратуша — збудована у 1895—1897 рр., у стилі неоренесанс та необароко;
- Міська площа Ринок (пол. Rynek) — найбільша, після площі у Кракові, у Малопольскому воєводстві: 19200 м², 160 м завдовжки та 120 м завширшки;
- Ковальська башта (пол. Baszta Kowalska) — руїни замку XIV сторіччя. Зведена на кошти короля Казимира III (пол. Kazimierz III);
- Готичний дім (пол. Dom Gotycki), також відомий як канонічний — збудований на межі XV та XVI століть (головне відділення Окружного музею (пол. Muzeum Okręgowego), вул. Львівська 3);
- Резиденція Любомирських (пол. Rezydencja Lubomirskich) — перша половина XVII століття, (головне відділення округу), вул. Францисканська 11; зараз тут розташована публічна бібліотека Нового Сонча (Sądecka Biblioteka Publiczna);
- Давня Синагога (пол. Dawna Synagoga) — від 1746 р., молебний дім євреїв Нового Сонча, вул. Берка Йоселевича 12; тепер — філія Окружного музею (пол. Muzeum Okręgowego)
- Міські укріплення (пол. Fortyfikacje miejskie) датовані XIV і XV ст.;
- Будинки у стилі модерн — (вул. Ягеллонська, міська площа, початок вул. Львівської);
- Пам'ятник королю Владиславу Ягайлу (пол. Posąg króla Władysława Jagiełły) — на розі вул. Ягеллонської і вул. Шведської;
- Залізнична станція — стилю модерн, 1908—1909 рр.;
- Білий монастир (пол. Biały Klasztor) — Непорочні сестри, датований XIX ст., вул. Понятовського 7;
- Старе поселення (пол. Stara Kolonia) — найдавніше у Польщі поселення робітників, яке досі зовсім збереглося.

## Церкви, каплиці та кладовища
- Базиліка св. Маргарити (пол. Bazylika św. Małgorzaty) — датована XIII та XIV століттям, на головному вівтарі — образ Преображення Господнього, Нерукотворний Образ, що має велику історичну цінність. Це східна версія полотна св. Вероніки, пл. Колегіацька.
- Костел Святого Духа, Єзуїтський монастир (пол. Kościół Św. Ducha, Klasztor Jezuitów) — зведено на кошти короля Ягайла (1410 р.), з дивовижними образами Діви Марії Утішниці (1569 р.), вул. Пйотра Скарги 10.
- Євангельська церква та Францисканський монастир (пол. Kościół Ewangelicki i Klasztor Franciszkanów) — засновано 1297 р., поряд — каплиця Преображення та надгробний камінь Яна Добки Ловчовського, вул. Піярська 19.
- Костел св. Казимира (пол. Kościół św. Kazimierza) — початок XX ст., з Хресним Шляхом Владислава Хазіора[джерело?] та багатьма патріотичними прикрасами, вул. Длугоша / вул. Костюшка
- Костел св. Єлизавети (пол. Kościół św. Elżbiety) — від 1898 р., відомий як «Залізничний костел» (пол. Kościół kolejowy), зведений на згадку про трагічну смерть австрійської імператриці Елізабет «Сіссі», ал. Баторія / вул. Зигмунтовська.
- Костел Непорочної Матері Господньої — церква була збудована як подяка за 700-річну історію Нового Сонча, має найбільші двері серед інших європейських церков (архітектор Владислав Хром), вул. Королеви Ядвіги 44
- Костел св. Роха (пол. Kościół św. Rocha) — на Домбрувці[pl], датована 1595—1608 рр. (Шлях Дерев'яної архітектури)
- Костел св. Олени[pl] (пол. Kościół św. Heleny) — вул. Святої Гелени 44 (пол. ul. Świętej Heleny 44), датована 1686 р. (Шлях Дерев'яної архітектури)
- Шведська каплиця (пол. Kapliczka Szwedzka) від 1771 р., вул. Ягеллонська 20.
- Старе кладовище (пол. Stary Cmentarz) датоване XVIII/XIX ст., каплиця 1814 р., Мавзолей героїв Нового Сонча, ал. Вольності / вул. Ягеллонська
- Kirkut Єврейське кладовище (пол. Cmentarz Żydowski) — з надгробним каменем цадика Хаїма Гальберштама (помер у 1875 р.), нащадок видатних ребе Ашкеназі, вул. Рибацька.
- Загальне кладовище — кладовище, засноване наприкінці XIX ст., з могилами солдатів, що загинули під час повстань та Першої і Другої Світових війн, вул. Рейтана.

## Демографія
Демографічна структура станом на 31 березня 2011 року:
|          | Загалом | Допрацездатний вік | Працездатний вік | Постпрацездатний вік |
| -------- | ------- | ------------------ | ---------------- | -------------------- |
| Чоловіки | 40339   | 8368               | 27715            | 4256                 |
| Жінки    | 43951   | 8069               | 26405            | 9477                 |
| Разом    | 84290   | 16437              | 54120            | 13733                |

## Відомі люди

### Народились
- Юзеф Анквич (1782–1791) — каштелян.
- Галечко Софія (1891–1918) — хорунжа УСС, перша українська жінка-офіцер.
- Кубійович Володимир (1900–1985) — український історик, географ, енциклопедист, видавець, громадсько-політичний діяч, організатор видання та головний редактор Енциклопедії українознавства та фундаментальної праці «Ґеоґрафія українських і сумежних земель».
- Савчак Дем'ян — громадський діяч Лемківщини.
- Катажина Учерська (нар. 1992) — польська актриса.
- Якуб з Нового Санча — маляр у Кракові, Бардїєві (1443—1474), з 1443-го — міщанин Кракова[23].

### Проживали, навчались
- Андрій Андрейчин — відомий друкар-літограф, художник-гравер, видавець та громадсько-культурний діяч західноукраїнських земель[24].
- Василь Яворський — український громадський діяч, посол Райхсрату Австро-Угорщини. Проживав з 1907 р., його зусиллями було організовано філію та читальню «Просвіти», Український банк, Лемківський союз, розпочато будівництво церкви (заходи значного успіху не мали через нечисленну громаду та відірваність від Лемківщини)[25].
- Еугеніуш Ромер — визначний польський географ, навчався тут[25].
- Броніслав Перацький — навчався в І-й гімназії.
- Якуб з Нового Санча (?—між 1431/1434) — професор теології, ректор Ягеллонського університету[26].

### Парламентські посли, які представляли місто
- Трохановський Симон — селянин, посол до Галицького сейму 1-го скликання[27].

### Почесні громадяни міста
- намісник Галичини Анджей Казімєж Потоцький.

## Міста-побратими
- Kiskunhalas Subregiond, Угорщина
- Вранє, Сербія
- Габрово, Болгарія (21 травня 2005)
- Ельблонг, Республіка Польща
- Кішкунгалаш, Угорщина
- Масса, Італія
- Нарвік, Норвегія
- Нетанья, Ізраїль (30 жовтня 1994)[2]
- Пряшів, Словаччина
- Смолян, Болгарія
- Стара Любовня, Словаччина
- Стрий, Україна
- Сучжоу, КНР
- Тарнів, Республіка Польща
- Тракай, Литва (1998)[3]
- Шверте, Німеччина